# Lanta, Benin
Lanta är en ort i Benin. Den ligger i den södra delen av landet, 110 km nordväst om huvudstaden Porto-Novo. Lanta ligger 80 meter över havet och antalet invånare är 9 129.
Terrängen runt Lanta är platt. Runt Lanta är det tätbefolkat, med 343 invånare per kvadratkilometer.. Närmaste större samhälle är Abomey, 15,9 km nordost om Lanta. 
Omgivningarna runt Lanta är en mosaik av jordbruksmark och naturlig växtlighet.